# Darious Moten
Darious Moten (Bowdon (Georgia), 9 de mayo de 1992) es un baloncestista estadonundense que pertenece a la plantilla del Trefl Sopot de la Polska Liga Koszykówki. Con 1,98 metros de estatura, juega en la posición de alero.

## Trayectoria deportiva
Jugó cuatro temporadas en los Mercer Bears  y tras no ser elegido en el Draft de la NBA de 2015, debutó como profesional en Dinamarca en las filas del Svendborg Rabbits donde jugaría durante dos temporadas en la Basketligaen, disputando 55 encuentros.
En 2017, se marcha a Finlandia para jugar en las filas del Espoo United.
En verano de 2018, firma por una temporada con el Eisbären Bremerhaven de la Basketball Bundesliga.
Durante la temporada 2019-20, firma por el Ura Basket para disputar la Korisliiga.
El 2 de marzo de 2020, firma por el Trefl Sopot de la Polska Liga Koszykówki.